# Karl Wilhelm von Kleist (Offizier, 1707)

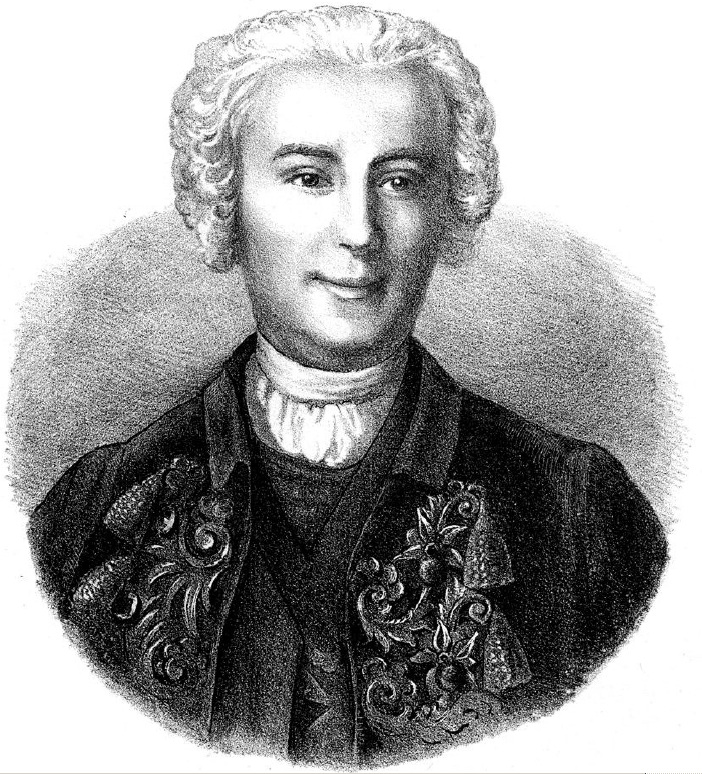
Karl Wilhelm von Kleist

Karl Wilhelm von Kleist (* 20. September 1707 in Groß Tychow; † 1. Mai 1766 in Zützen) war ein preußischer Oberst und Ritter des Ordens Pour le Mérite.

## Herkunft und familiäres Umfeld
Karl Wilhelm entstammte der Linie Tychow-Dubberow der Familie Kleist, eines alten Geschlechts aus pommerschem Uradel. Er wurde 1707 in Groß Tychow als jüngster von vier Söhnen des kurfürstlich-brandenburgischen Oberstwachtmeisters Hans Caspar von Kleist auf Groß-Tychow (1647–1711) und der Agnese Catharina von Blankenburg (1665–1736) geboren.

## Militärische Laufbahn
Kleist wählte als jüngerer Sohn aus adeligen Hause, der als Gutserbe nicht in Frage kam, den Soldatenberuf und trat am 1. Februar 1720 in das preußische Kadettenkorps in Berlin als Offiziersbewerber ein. Nach fünfeinhalb Jahren als Kadett wurde er am 25. Mai 1725 Fähnrich im Infanterieregiment „Goltz“. 1732 wurde er Sekondeleutnant, 1736 Premierleutnant und am 23. Juni 1740 schließlich Kapitän und Kompaniechef im I. Bataillon der Garde. Bereits am 10. April 1740 hatte er sich in der Schlacht bei Mollwitz unter dem Befehl seines Verwandten, des damaligen Generalmajors Henning Alexander von Kleist, bewährt und zum preußischen Sieg wesentlich beigetragen, wie König Friedrich II. in einem Brief an den Fürsten Leopold von Anhalt-Dessau erwähnte. Für seine Verdienste zeichnete ihn der König am 10. Februar 1742 mit dem Orden Pour le Mérite aus. Schon kurz danach, am 15. Februar 1742 wurde Kleist unter Überspringung des Majorsranges zum Oberstleutnant befördert. Nach den beiden ersten Schlesischen Kriegen diente Kleist weiter, wurde am 7. Mai 1750 zum Oberst befördert und gleichzeitig zum Amtshauptmann von Lötzen ernannt. Am 16. November 1751 nahm er seinen Abschied.
Verheiratet war er auf Vermittlung des Königs mit der reichen Schwiegertochter des preußischen Generalleutnants Gottfried Emanuel von Einsiedel (1690–1745), Eva Luise von Schlomach (1726–1813), mit der er zehn Söhne und eine Tochter hatte. Sie kaufte 1749 das Gut Zützen bei Golßen. Karl Wilhelm starb 1766. Sein Sohn Leopold von Kleist, dem seine Mutter Zützen 1811 übertragen hatte, begründete den gleichnamigen Familienzweig. Seine einzige Tochter Caroline Luise (1747–1780) heiratete den späteren General der Infanterie Franz Kasimir von Kleist.